# Sanarica (przystanek kolejowy)
Sanarica (włoski: Stazione di Sanarica) – przystanek kolejowy w Sanarica, w prowincji Lecce, w regionie Apulia, we Włoszech.
Przystanek jak i linia kolejowa jest obsługiwana przez Ferrovie del Sud Est. Znajduje się na linii Maglie – Gagliano del Capo.

## Linie kolejowe
- Maglie – Gagliano del Capo

## Usługi
- Kasy biletowe
- Parking
- Toalety
- Poczekalnia